# Elektrochemilumineszenz
Die Elektrochemilumineszenz (ECL) ist ein Prozess, bei dem aus stabilen Ausgangsstoffen durch Anlegen einer Spannung an der Oberfläche einer Elektrode sehr reaktionsfähige Stoffe erzeugt werden. Diese Stoffe reagieren miteinander und emittieren dabei Licht. Im Vergleich zu anderen Chemolumineszenzreaktionen wird bei der ECL das Licht nicht chemisch, sondern elektrisch erzeugt.
Die Elektrochemilumineszenz tritt bei einer Vielzahl von radioaktiven und nichtradioaktiven Substanzen auf, so zum Beispiel bei Ruthenium. Die Entwicklung von ECL-Immunassays basiert auf der Verwendung eines Rutheniumkomplexes und Tripropylamin (TPA). Dabei werden die immunologischen Komplexe wie das Rutheniumkomplex an Streptavidin-beschichtete Mikropartikel gebunden und unter Spannung gesetzt.